# کوه کوپر (آلبرتا)
کوه کوپر (به انگلیسی: Copper Mountain) یک کوه در کانادا است که در آلبرتا واقع شده‌است. کوه کوپر ۲٬۷۹۵ متر بالاتر از سطح دریا واقع شده‌است.